# 东团堡战斗
东团堡战斗是是发生在中国抗日战争百团大战期间涞灵战役中的一次战斗。由八路军晋察冀军区第一军分区第3团进攻日军的东团堡据点。
东团堡位于涞源城东北，是日军供应线上的重要据点，也是其在涞源、宣化公路上封锁晋察冀边区的一大支撑点。东团堡据点筑有上下三层的大碉堡、地堡、围墙、外壕，设有铁丝网、鹿砦，构成坚固的工事。守军是日军独立混成第二旅团一个士官教导大队，共一百七十多人，都是从其下属部队挑选出来受训的士官，训练有素且武器精良，且与上庄、中庄、王喜洞、摩天岭等据点相呼应。

## 战役前奏
东团堡据点有一名翻译是朝鲜人，名叫金井，八路军曾多次与他沟通，他也对中国的抗战表示同情。1940年6月，3团团长邱蔚曾派四名侦查员混在被日军强迫看无声电影的人群中进入据点。在日军宣扬其“大东亚共荣”和“王道乐土”的时候，侦查员们乘机摸清了据点的人员和装备。翻译虽然有所察觉，但并未通知日军，使得侦查员们安全离开据点。
而在百团大战爆发初期，据点日军便有所警觉，加固了工事，储备好粮秣弹药，加强戒备，以防范八路军的袭击。此外，住在东团堡附近的人民听说八路军有攻打该据点的意图，主动要求带路、抬担架支援部队。

## 战役经过
1940年9月22日20时整，右翼指挥所的杨成武将军下达了攻击的命令。3团3营在民兵的带领下，假装狗叫匍匐前进，割开铁丝网，放倒日军哨兵。碉堡中的日军虽被惊醒，但八路军成捆的手榴弹已经扔进了碉堡内，炸死大片的日军。负责突击的2连在农会主任的带领下，首先向东团堡发动冲击，随后其他连队也紧接一并进攻。而助攻的2营却因带错路未能按时到达东团堡。日军打开了探照灯，对进攻据点的八路军展开猛烈的反扑，并与冲进据点的士兵发生白刃战。9连在拂晓前攻下了据点西南的炮楼，撕开了日军防线，3营主力便迅速进入。2营抵达后，其八连亦迅速占领村南的碉堡。但防守的日军反扑十分勇猛，将八路军几次打退。
东团堡的日军作战经验丰富，他们熟练地运用各种武器反击，还不时使用毒气。战斗打响的时候，士官教导大队的井出大队长来接替原甲田大队长，两人均被围困在据点内。经2日的进攻，八路军控制了日军的外围工事，日军收缩至核心工事继续反击。
附近的民兵也参与到此次战斗中来，他们抢运伤员，把伤员们运到乌龙沟，交由印度援华医疗队抢救。涞灵战役一打响，印度援华医疗队便在巴苏华和柯棣华的率领下，赶到乌龙沟设立战地医疗站，负责抢救东团堡战斗负伤的八路军士兵。
9月24日，上午8时，40多名日军向9连扑去，八路军等其靠近后再开枪将其打退，又乘机占领一处暗堡。而甲田大队长赤膊带领10余名日军也冲向八路军。9连1排长于勇，一人连杀四人，最后冲进日军阵地引爆手榴弹同归于尽。9连围困日军9小时中，击退6次冲击。当日夜，团长邱蔚下达了最后的攻击命令。20时，主力部队向日军核心工事发动总攻。其中12连负责进攻高达三丈的碉堡，架起梯子后，3班长王国庆带着一捆手榴弹爬了上去，不幸被子弹击中牺牲。12连党支书黄禄见此便身先士卒，也带着一捆手榴弹爬上去，摘下了王国庆身上的后一并扔入碉堡内，炸死日军数十名。
东团堡日本守军最后收缩在东北角的一处碉堡内，不断施放毒气。3营长陈宗坤向杨成武请求增援，杨命令其组织文书、炊事员等一并发起进攻。25日上午，张家口方向的飞机向固守的日军空投物资，大批的子弹落在八路军的阵地上被八路军缴获。傍晚，翻译金井冒着生命危险从阵地中逃出，报告邱蔚日军准备自焚。为了防止日军将武器烧毁，3团的所有士兵冲向日军阵地，但日军早已自焚，部分武器也被烧毁。
至此，八路军第一军分区第3团完全占领了东团堡据点，宣告此次战斗的胜利。

## 战果
此次战斗八路军共歼日军170余人，而自身伤亡212人，占领了东团堡据点，策应一团对涞源的进攻。

## 后续影响
- 因东团堡战斗的失败，日军驻涞源警备司令小柴俊男作《大日本皇军驻东团堡守备队长恨歌》，被刻成石碑得以保留。
- 《杨成武强攻东团堡》 便是以此次战斗为蓝本拍摄的电影。[3]
- 1995年纪念抗日战争胜利50周年纪念邮票中，有一枚邮票以攻克东团堡胜利后战士欢呼的照片为背景。

## 脚注
1. ↑  邱蔚为共产党员，虽八路军属国民政府的国军战斗序列，但由共产党实际控制
2. ↑  其中一营攻打上庄据点，未参加东团堡战斗。
3. ↑  . PPTV. 2008  [2010-07-07]. （原始内容存档于2010-07-16） （中文）.